# Островное (Алтайский край)
Островное — село в Мамонтовском районе Алтайском крае Российской Федерации. Административный центр Островновского сельсовета.

## География
Расположено в центральной части края, у озера Большое Островное.
Климат
континентальный. Средняя температура января −18,2 °C, июля +19,2 °C. Годовое количество атмосферных осадков — 367 мм.

## История
Основано в 1854 году.
В 1928 году состояло из 289 хозяйств. В административном отношении являлось центром Островновского сельсовета Мамонтовского района Барнаульского округа Сибирского края.

## Население
| 1926  | 1997  | 1998  | 1999  | 2000  | 2001  | 2002  | 2003  | 2004  | 2005  |
| ----- | ----- | ----- | ----- | ----- | ----- | ----- | ----- | ----- | ----- |
| 1537  | ↘1420 | ↘1418 | ↗1443 | →1443 | ↗1457 | ↘1451 | ↘1410 | ↗1414 | ↘1392 |
| 2006  | 2007  | 2008  | 2009  | 2010  | 2011  | 2012  | 2013  |       |       |
| ↗1401 | ↘1400 | ↘1373 | ↘1273 | ↘1221 | ↗1225 | ↘1172 | ↘1159 |       |       |

Национальный состав
В 1928 году основное население — русские.
Согласно результатам переписи 2002 года, в национальной структуре населения русские составляли 93 % от 1388 чел.

## Инфраструктура
Администрация поселения, МКОУ «Островновская СОШ», почтамт.

## Транспорт
Островное доступно автомобильным транспортом.
Подходит автодорога межмуниципального значения «подъезд к с. Островному» (идентификационный номер 01 ОП МЗ 01Н-2712), проходит автодорога межмуниципального значения «Мамонтово — Крестьянка» (идентификационный номер 01 ОП МЗ 01Н-2701).